# Val di Vallaro
La Val di Vallaro è una stretta valle alpina del gruppo dell'Adamello, tributaria laterale meridionale della Val Camonica. Il suo imbocco è a circa 1250 metri di quota, in corrispondenza del paese di Vione, mentre la sua testata è data dal Monte Avio, 2962 m s.l.m.. È racchiusa dal Monte Pornina e del Monte Calvo. Il versante del Monte Avio comprendeva un tempo un piccolo fenomeno glaciale, oggi scomparso.